# NGC 33
 إن جي سي 33 أو NGC 33 هي مجرة في كوكبة الحوت اكتشفت في 9 سبتمبر 1864.

## روابط خارجية
- NGC 33 على موقع ويكي سكاي: DSS2, SDSS, GALEX, IRAS, Hydrogen α, X-Ray, Astrophoto, Sky Map, Articles and images